# Gencives Sanglantes
Pour l’article homonyme, voir Gencive.
 (avril 2024).
Si vous disposez d'ouvrages ou d'articles de référence ou si vous connaissez des sites web de qualité traitant du thème abordé ici, merci de compléter l'article en donnant les références utiles à sa vérifiabilité et en les liant à la section « Notes et références ».
Gencives Sanglantes ou Gingivite Murphy  (né Murphy Hibbert), alias Bleeding Gums Murphy dans la version originale, était un musicien de jazz fictif qui est apparu à de nombreuses reprises dans les Simpson.
Il doit son nom au fait qu'il n'a jamais vu un dentiste de sa vie. C'est très vraisemblablement le frère du docteur Julius Hibbert. Avant sa mort, qui intervient dans l'épisode Salut l'artiste, il a été un modèle pour Lisa Simpson qui l'a rencontré sur un pont de Springfield alors qu'elle déprimait complètement. Cette rencontre est en fait une référence au célèbre saxophoniste Sonny Rollins. 
Gencives sanglantes a enregistré un disque, Sax on the Beach, qui n'a jamais été diffusé à la radio avant que Lisa ne jure de faire connaître sa musique au monde. On sait par ailleurs qu'il a fait une apparition télévisée dans le Cosby Show.
Gencives Sanglantes apparaît pour la première fois dans Ste Lisa Blues. Dans cet épisode, Lisa est déprimée et va jusqu'à être tout à fait inerte en cours de gymnastique, prétextant être trop triste. Un soir, alors qu'elle joue du saxophone, elle entend au loin une musique jazzy. Passant par la fenêtre, elle décide d'aller voir qui joue aussi bien et découvre Gencives Sanglantes sur un pont. Lorsque Marge découvre son absence, elle s'aperçoit que Lisa traîne avec un sans abri et l'empêche de le revoir.
Il intervient également dans l'épisode Le Dieu du stade pour interpreter l'hymne national au début du match de baseball auquel les employés de la centrale et leurs familles ont été invités.
Il fait une brève apparition dans Une vie de chien, où Lisa le cite comme l'une des deux influences musicales de sa vie, aux côtés de son prof de musique (mais pas pour les mêmes raisons : il m'a appris que même le plus beau concerto pouvait être vidé de sa beauté et de son âme). Il convient de préciser que ce n'est pas le personnage qui apparaît, mais une sorte de broderie de lui que Lisa a fait pour s'occuper alors qu'elle était malade.
Il apparaît rapidement dans Le Poney de Lisa en tant que jury pour le spectacle de l'école.
Il apparait brièvement dans Un puits de mensonges où il participe à l'enregistrement du disque pour sauver Timmy O'Toole.
Sa dernière apparition a lieu lors de l'épisode Salut l'artiste. Bart ayant avalé par mégarde un jouet offert dans un paquet de céréales Krusty, il est emmené à l'hôpital dans lequel Lisa découvre le jazzman dans une chambre.
Elle ne prend pas tout de suite conscience de la gravité de sa maladie et fait un bœuf avec lui. Lorsqu'elle retourne le voir pour lui annoncer qu'elle a réussi son concert, elle apprend sa mort.
Il apparaît sous forme d'hologramme dans un concert de jazz dans l'épisode Whiskey Business.
Il est doublé en français par Mario Santini (dans L'épisode Ste Lisa Blues) et Gilbert Levy (dans L'épisode Salut l'artiste ) et en originale par Daryl Coley et Ron Taylor.